# ماکسیمیلیانو اوگ
ماکسیمیلیانو اوگ (انگلیسی: Maximiliano Uggè؛ زادهٔ ۲۴ سپتامبر ۱۹۹۱) بازیکن فوتبال اهل ایتالیا است.
از باشگاه‌هایی که در آن بازی کرده‌است می‌توان به باشگاه فوتبال اینتر میلان، باشگاه فوتبال سودووا، باشگاه فوتبال نومه کالیو، و باشگاه فوتبال مونتسا اشاره کرد.
وی همچنین در تیم ملی فوتبال زیر ۲۰ سال ایتالیا بازی کرده‌است.